# Paunzhausen
Paunzhausen er en kommune i Landkreis Freising Regierungsbezirk Oberbayern i den tyske delstat Bayern. Den er en del af Verwaltungsgemeinschaft Allershausen.

## Geografi
Ud over Paunzhausen er der 8 landsbyer i kommunen: Angerhöfe, Hohenbuch, Johanneck, Kreuth, Letten, Schernbuch, Walterskirchen og Wehrbach.